# アバランチエクスプレス
『アバランチエクスプレス』（原題：Avalanche Express）は、1979年制作のアメリカ合衆国の映画。コリン・フォーブス原作の同名小説を映画化したスパイ・アクション映画。
監督のマーク・ロブソンとキャストのロバート・ショウは本作の完成直前に相次いで急死し、遺作となった。モンテ・ヘルマンがロブソンの代役として本作を完成させた（クレジットなし）。一方、ショウのロシア語の台詞の吹き替えを担当したイタリア人俳優ロバート・リエッティにより、映画全編にわたるショウの台詞は、ロシア語訛りの英語の台詞も含め全て吹き替えられてしまった。このため、遺作ではあるが、この作品においてはショウの肉声を聞くことはできなくなっている。
また、日本公開時、ゴダイゴの曲「はるかな旅へ」が本作のイメージソングとして、『「アバランチ・エクスプレス」愛のテーマ』という別名でリリースされた。

## あらすじ
ソ連のマレンコフ将軍が、ウィンター計画なる細菌戦略に関する情報を携えて西側への亡命を決意する。
ハリーをリーダーとする西側の情報部員はそれをサポートするため、ミラノからアムステルダムに向かうアトランティック急行に同乗し、任につく。
しかし、それを阻止しようとするウィンター計画の主謀者ブーニンが通過地のスイスに様々な罠を仕掛けた事から、激しい闘いが始まる。

## キャスト
- ハリー・ウォーグレイヴ：リー・マーヴィン（吹替：小林清志）
- マレンコフ：ロバート・ショウ（吹替：川合伸旺）
- エルザ・ラング：リンダ・エヴァンス（吹替：平井道子）
- ブーニン：マクシミリアン・シェル（吹替：家弓家正）
- ハーラー：マイク・コナーズ（吹替：加藤正之）
- ショルテン：ホルスト・ブッフホルツ（吹替：青野武）
- リロイ：ジョー・ネイマス（吹替：仲木隆司）
- ネッカーマン：アーサー・ブラウス（吹替：田中秀幸）
- ジョン：スカイ・デュモン（吹替：徳丸完）
- モリナリ：クラウディオ・カッシネリ（吹替：木原正二郎）
- ミューラー：ギュンター・マイスナー（吹替：村松康雄）
- ガイガー：デヴィッド・ヘス（吹替：幹本雄之）
- ヘルガ：クリスティーナ・ネル（吹替：土井美加）
- オルガ：シルヴァ・ランゴワ（吹替：藤夏子）

吹替その他、山田栄子、宮崎恵子、国坂伸、石森達幸、水鳥鐵夫、平林尚三
- テレビ放映 1981年2月18日　日本テレビ「水曜ロードショー」